# El Pardal
El Pardal es una localidad del municipio de Molinicos (Albacete), España, puerta del parque natural de los Calares del Río Mundo y de la Sima, dentro de la mancomunidad de servicios de la Sierra del Segura, y de la Comunidad Autónoma de Castilla-La Mancha. Se sitúa a 1080 m s. n. m., y a 6,5 km de la cabecera del municipio. A la localidad se puede acceder a través de la carretera provincial AB-10 que se bifurca, y parte de la  CM-412  (Almansa - Ciudad Real)

## Situación geográfica
El Pardal se enclava dentro de la ladera de una montaña, con unas pendientes muy pronunciadas que crecen de sur a norte, lo cual marca el trazado de las calles, con pendientes considerables.
La población es atravesada por la carretera A-10 (CM 412 - El Pardal – Molinicos), que penetra por nordeste de la misma y la abandona por el sudeste. En la parte central de la aldea se ensancha la carretera dando lugar a la plaza mayor, en donde se ubican varios servicios de la localidad (Centro Social, Iglesia, parada de bus, consultorio médico,…). La misma carretera divide el núcleo urbano en dos partes, una más alta, y otra más baja, y que se caracteriza por calles estrechas y sinuosas, y manzanas pequeñas e irregulares. 
Las viviendas tienen una pintoresca distribución, en lo que algunos autores apuntan como un “claro exponente de cómo construir una aldea sin gastar un palmo de tierra fértil, sus casas se escalonan en una pendiente de la ladera que separa las cuencas del Segura y el Mundo, casi con los cimientos de unas construidos sobre los tejados de otras”.

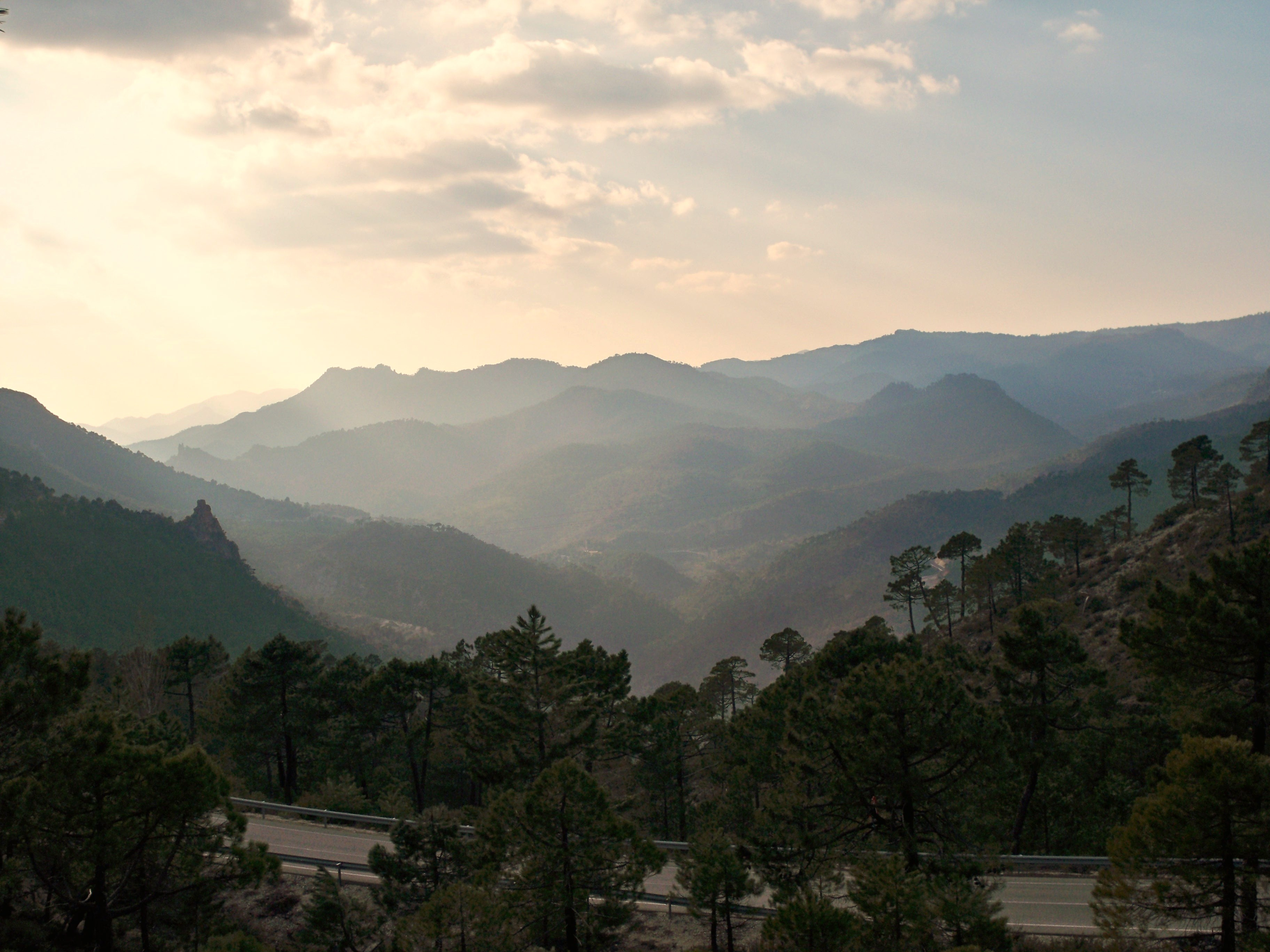
Valle del río Mundo desde El Pardal.

En la zona baja de la localidad, cerca de la vega del arroyo de la Cañada Morote, se encuentra una fértil huerta, rodeada de chopos, que marca el inicio del ascenso a la Sierra del Cujón que culmina en el monte del Molejón, de exuberante naturaleza y vivacidad, y muy visitado en épocas de setas por su rico valor micológico.
De la carretera autonómica CM 412, existen dos bifurcaciones (una de ellas la A-10) que tienden hacia el Pardal (menos de 500 metros), ambas en las inmediaciones del puerto del Peralejo (1.100 metros). En el centro de este triángulo de carreteras se ha creado el parque del “Llano de Paterna”, en lo que antes era una cantera de áridos, que permite divisar unas impresionantes vistas panorámicas del valle del Mundo y de la sucesión de sierras que separan las comarcas de la Encomienda de Segura y de la Sierra de Alcaraz.
Además de este parque, y cerca de la localidad, existe una zona recreativa en la parte baja del cerro del Molejón conocida como “El Prado” o “Zarzalejo”, que cuenta con barbacoas, mesas de madera, aseos, duchas y una fuente, y en donde se puede acampar. Es éste un punto de partida para los amantes del senderismo y de la naturaleza, y desde donde se accede a la parte más alta de esta montaña (dentro de la Sierra del Cujón), desde donde divisar varias aldeas y cortijos de Molinicos.
El Pardal celebra sus fiestas patronales en honor a la Santa Cruz en los primeros días de mayo, siendo las fiestas celebradas para todo el término, allí se citan todos los habitantes de los alrededores para participar en la Misa, la procesión, la puja de rollos y el baile popular, sin olvidar los cohetes y salvas a la Santa Cruz.

## Dichos y leyendas de la localidad
- “Me casé con una pardaleña por la moneda, la moneda se acaba y el loro se queda”[2]

Cuenta la leyenda que en el valle de El Pardal aparecen las luces de los difuntos. Cristino Cuerda, cuenta en La guía del terror de Lorenzo Fernández Bueno que "Al principio sólo aparecía una luz, y días más tarde otras dos", siendo entre el 28 de octubre y el 2 de noviembre cuando suele divisarse este extraño fenómeno.